# Pat Crawford Brown
Pat Crawford Brown est une actrice américaine née le 29 juin 1929 à New York, New York (États-Unis) et morte le 2 juillet 2019. Elle est la fille de Charlotte Brown (née Huber) et Thomas J. Brown.

## Filmographie

### Cinéma
- 1988 : Papy Junior (18 Again!) : La vieille dame
- 1988 : Elvira, maîtresse des ténèbres (Elvira, Mistress of the Dark) : Mme Meeker
- 1988 : Liberace: Behind the Music : Nancy
- 1989 : Cannibal Girls (Cannibal Women in the Avocado Jungle of Death) : La secrétaire
- 1990 : Galacticop (A Gnome Named Gnorm) : La femme en deuil
- 1991 : Les Aventures de Rocketeer (The Rocketeer) : Mme Pye
- 1992 : Jouets démoniaques (Demonic Toys) : Mme Michaels
- 1992 : L'Orchidée sauvage 2 (Wild Orchid II: Two Shades of Blue) : Mme Earlane
- 1992 : Sister Act : Une nonne dans les chœurs
- 1993 : Love Is Like That : La femme en rose
- 1993 : Sister Act, acte 2 (Sister Act 2: Back in the Habit) : Une nonne dans les chœurs
- 1994 : Génération 90 (Reality Bites) : La caissière
- 1994 : Les Petits Géants (Little Giants) : Louise
- 1996 : La Légende de Johnny Misto (Johnny Mysto: Boy Wizard) : Margaret Lattimer
- 1997 : Romy et Michelle, les reines de la soirée (Romy and Michele's High School Reunion) : La serveuse au resto routier
- 1998 : Dérapage mortel (en) (Johnny Skidmarks) : Mme Starkey
- 1998 : The Godson (en), de Bob Hoge : Toenail Lady
- 1998 : Jack Frost : La responsable qui comptabilise les points
- 1999 : Un vent de folie (Forces of Nature) : Florence
- 2000 : Playing Mona Lisa : Grand-mère Ida Weinberg
- 2001 : The Medicine Show : L'infirmière
- 2003 : Daredevil : La vieille dame dans l'avion
- 2003 : Deux en un (Stuck on You) : Mimmy
- 2005 : Crazylove : La veille dame
- 2006 : Toi et moi... et Dupree (You, Me and Dupree) : Tante Kathy
- 2007 : Norbit : Mme Henderson
- 2009 : En cloque mais pas trop (Labor Pains) : Tante Betty
- 2009 : Super Capers : Gertrude

### Télévision
- 1985 : Do You Remember Love : Woman
- 1991 : Les Péchés d'une mère (Sins of the Mother) : Foreman
- 1993 : Based on an Untrue Story : Judge
- 1993 : Fugitive Nights: Danger in the Desert : Martha
- 2000 : Troisième planète après le Soleil : Mrs. Larson
- 2001 : Drôles de retrouvailles : Miriam Hodges (Addie's Mother)
- 2002 : Buffy contre les vampires : Vieille dame
- 2003 : Arrested Development : vieille dame (saison 1, épisode 18)
- 2004 : Memron (TV) : Mrs. Westerfeld
- 2004-2007 : Desperate Housewives : Ida Greenberg
- 2004 : Monk : Ruth Parlo (saison 2, épisode 13)
- 2007 : Ghost Whisperer : Bertha (saison 2, épisode 18)
- 2009 : Un regard sur le passé (Mending Fences) : County Clerk
- 2009 : Une seconde vie (Mrs. Washington Goes to Smith) : Helen
- 2011 : Bones : Landlady